# あさ出版
株式会社あさ出版（あさしゅっぱん）は、日本の出版社。1991年3月31日に佐藤和夫が設立。
創業者が中経出版出身であることから、ビジネス書分野の出版からスタートしたが、現在では一般書・語学書にまでジャンルを拡大している。

## 所在地
- 〒171-0022　東京都豊島区南池袋2-9-9　第一池袋ホワイトビル６F

営業所
- 大阪
- 福岡

## 主な発行物
- 『日本でいちばん大切にしたい会社』（坂本光司 著）1-7 - シリーズ累計70万部
- 『なぜ、生きているのかと考えてみるのが今かもしれない』（辻仁成 著）- 2020年Yahoo!検索大賞 作家部門賞受賞
- 『「死ぬくらいなら会社辞めれば」ができない理由(ワケ)』（汐街コナ　著／ゆうき ゆう 監修）- 13万部
- 『余命3年 社長の夢』（小澤輝真 著）
- 『僕たちはヒーローになれなかった。』（葉田甲太 著）
- 『夢に日付を - 夢実現の手帳術』（渡邉美樹 著）図解版も有り
- 『夢のスイッチ - あなたの夢の見つけ方』（渡邉美樹著）
- 『無担保で16億円借りる小山昇の実践銀行交渉術』（小山昇 著）
- 『データを使って利益を最大化する超効率経営』（小山昇 著）
- 『リッツ・カールトンで学んだ仕事でいちばん大事なこと』（林田正光著）
- 『カルロス・ゴーンの「答えは会社のなかにある」 - 会社を変えたリーダーの再生と復活の語録』（小宮和行 編）
- 『株をやさしく教えてくれる本』（望月純夫・青木寛一 共著）
- 『パーフェクトドリーム ネットワークであなたの人生を成功に導く完璧な方法 MLM』（江頭俊文 著）
- 『会社・仕事・人間関係が「もうイヤだ！」と思ったとき読む本』（斎藤茂太 著）
- 『未来のスケッチ』
- 『貧乏は完治する病気』
- 『「わたしと仕事、どっちが大事？」はなぜ間違いか ～弁護士が教える論理的な話し方の技術』（谷原誠 著）
- 『これだけ！TOEIC』シリーズ
- 『英語はほんとに単純だ』
- 『魔法の手紙』
- 『彼と復縁したい貴女へ』（織田隼人 著）
- 『新幹線お掃除の天使たち - 「世界一の現場力」はどう生まれたか？』（遠藤功 著）
- 『心温まる物語』シリーズ
  - 『空の上で本当にあった心温まる物語』（三枝理枝子 著）
  - 『結婚式で本当にあった心温まる物語』（山坂大輔 著）
  - 『空の上で本当にあった心温まる物語2』（三枝理枝子 著）
  - 『本屋さんで本当にあった心温まる物語』（川上徹也著）　
  - 『ディズニーランドであった心温まる物語』（東京ディズニーランド卒業生有志 著・香取貴信 監修）
- 『「自分力」を鍛える』（ショーンK 著）
- 『一流になりたければ、エリートより落ちこぼれにきなさい！』（白柳雅文 著）
- 『いちばんわかりやすい! 相続税の税務調査対応のすべて』
- 『老舗工場の働き方大改革！１００年企業のものづくりは人づくり ～５代目女性社長の奮闘記～』（田野井優美 著）

ほか